# Blennoriopsis moravica
Blennoriopsis moravica är en svampart som beskrevs av Petr. 1920. Blennoriopsis moravica ingår i släktet Blennoriopsis, divisionen sporsäcksvampar och riket svampar.   Inga underarter finns listade i Catalogue of Life.